# گرت فون روندشتت
کارل رودولف گرت فون روندشتت (به آلمانی: Karl Rudolf Gerd von Rundstedt) (۱۲ دسامبر ۱۸۷۵ – ۲۴ فوریه ۱۹۵۳) یک نظامی و فیلدمارشال آلمانی در دوره رایش سوم بود که در طول جنگ جهانی دوم فرماندهی دو گروه ارتش و سپس کل جبهه غربی را بر عهده داشت.

## سال‌های اولیه
کارل رودولف گرت فون روندشتت روز ۱۲ دسامبر سال ۱۸۷۵ در آشرسلیبن نزدیکی هاله در زاکسن در خاندانی محافظه‌کار و سلطنت‌طلب قدیمی پروسی از مکلنبورگ به دنیا آمد. پدرش زمین‌دار و افسر هوسار بود که بعداً به درجه سرتیپ رسید. روندشتت در دوازده سالگی وارد دانشکده افسری شد. ماه مارس سال ۱۸۹۲ در ۱۷ سالگی به عنوان دانشجو در هنگ ۸۳ پیاده‌نظام در کاسل شروع به خدمت در نیروی زمینی امپراتوری آلمان کرد. روز ۱۷ ژوئن سال ۱۸۹۳ با درجه ستوان دوم در هنگ ۱۷۱ پیاده‌نظام (۲ آلزاس علیا) به سلک افسران درآمد. سال ۱۹۰۲ به درجه ستوان یکم ترفیع گرفت. سال ۱۹۰۷ وارد ستاد کل شد. سروان روندشتت در پی آغاز جنگ جهانی اول در جایگاه افسر عملیات‌های لشکر بیست و دوم پیاده‌نظام ذخیره قرار گرفت. سرگرد روندشتت از ماه نوامبر سال ۱۹۱۴ تا بهار سال ۱۹۱۵ در ستاد فرمانداری نظامی بلژیک بود. تابستان سال ۱۹۱۶ ریاست ستاد یک گروه رزمی مشترک از نیروهای آلمان و اتریش-مجارستان در جبهه شرقی را بر عهده داشت. نیمه دوم سال ۱۹۱۷ رئیس ستاد سپاه ۵۳ در جبهه شرقی و سپس سپاه ۱۵ در جبهه غربی شد. 
مایا لوسی

## رایشسور
پس از جنگ، روندشتت در رایشسور صد هزار نقری باقی ماند پیشرفت مداومی در آن داشت. با درجه سرهنگ دوم رئیس ستاد لشکر سوم سواره‌نظام بود. از ماه فوریه سال ۱۹۲۳ با درجه سرهنگ هنگ ۱۸ پیاده‌نظام را فرماندهی کرد. به مدت سه سال از ۱۹۲۰ تا ۱۹۲۳ به مطالعه دلایل شکست آلمان در جنگ پیشین پرداخت. اواسط دهه ۱۹۲۰ در سرکوب شدید کمونیست‌ها و سایر گروه‌های چپ در تورینگن در مرکز آلمان مشارکت داشت. روندشتت ماه نوامبر سال ۱۹۲۷ به درجه سرتیپ ترفیع گرفت و به ریاست ستاد منطقه نظامی شماره ۲ در اشتتین منصوب شد. با وجود روحیه غیرسیاسی، رابطه نزدیکی با سرلشکر کورت فون شلایشر داشت که مدت کوتاهی صدراعظم آلمان بود. روندشتت با این رابطه سال ۱۹۲۸ به فرماندهی لشکر دوم سواره‌نظام در برسلاو رسید. ماه مارس سال ۱۹۲۹ با درجه سرلشکر ترفیع گرفت. ماه ژانویه سال ۱۹۳۲ فرماندهی منطقه نظامی شماره ۳ (برلین) به او سپرده شد. بدین شکل روندشتت در جریان حوادث موسوم به کودتای پروس (de) در ماه ژوئیه، فرماندار نظامی برلین هنگام برقراری حکومت نظامی در آن و تسخیر وزارتخانه‌ها بود. ماه اکتبر به درجه سپهبد (ژنرال پیاده‌نظام) ترفیع گرفت و به فرماندهی گروه ارتش ۱ در برلین منصوب گشت. در این جایگاه حدود نیمی از کل قوای نیروی زمینی تحت امر روندشتت بودند.

## ورماخت

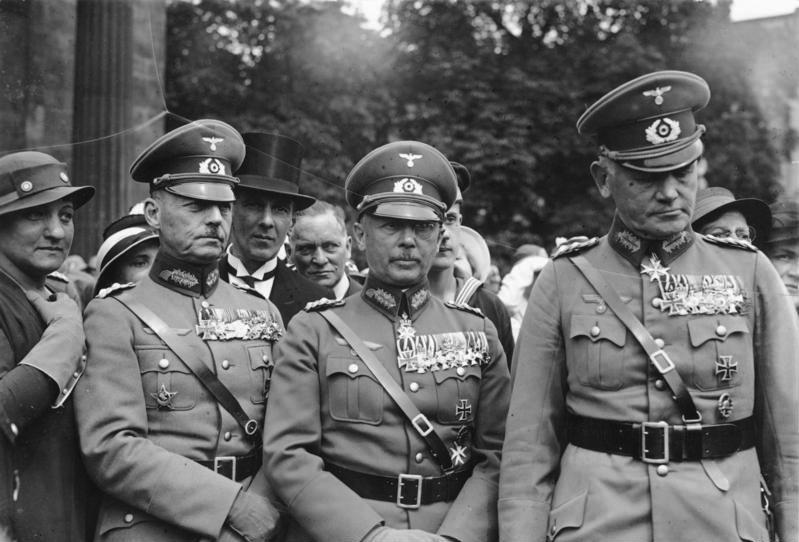
روندشتت (چپ) به همراه ورنر فون فریچ (وسط) و ورنر فون بلومبرگ (راست)، ۲۵ فوریه ۱۹۳۴

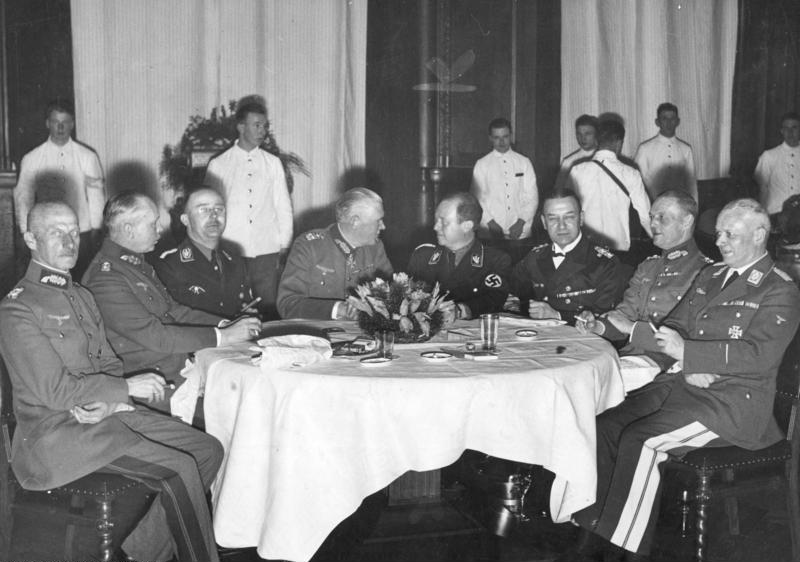
ارتشبد فون روندشتت (نفر دوم از راست) در جلسه سران رایشسور و اس‌اس، ۱۳ ژانویه ۱۹۳۵

روندشتت از خاندانی اشرافی، تعلق خاطری به حزب ناسیونال سوسیالیست که در سال ۱۹۳۳ در آلمان به قدرت رسید، نداشت. با این وجود شش سال بعدی نقش پررنگی در بازسازمان‌دهی و تسلیح مجدد نیروهای پیاده‌نظام آلمان ایفا کرد. او تأکید ویژه‌ای بر موتوریزه‌سازی، افزایش قدرت آتش و آموزش انفرادی داشت. برخلاف برخی از هم‌دوره‌ای‌های خود، روندشتت هیچگاه نسبت به نیروهای زرهی خوش‌بین نبود و عمیقاً اعتقاد داشت این نیروها باید در همکاری نزدیک با پیاده‌نظام به‌کارگرفته شوند و توسعه آن‌ها نباید به ضرر سایر نیروهای زمینی تمام شود. او به عنوان یک نیروی پیاده‌نظام سنتی در شناسایی ارزش و کارایی نیروهای زرهی کند بود.
روندشتت ماه مارس سال ۱۹۳۸ به درجه ارتشبد ترفیع گرفت و به دومین فرد ارشد در نیروی زمینی، پس از ارتشبد والتر فون براوخیچ، فرمانده کل نیروی زمینی که یک ماه زودتر از او ترفیع گرفته بود، بدل گشت. با حمایت روندشتت از فریچ و اعتراض به تمایل رهبران آلمان به جنگ، جایگاه او در نزد حاکمان رایش سوم متزلزل شد. بدین ترتیب ماه نوامبر سال ۱۹۳۸ به میل خود به همراه چندین ژنرال ارشد دیگر، از مقام خود کناره‌گیری کرد تا در سن حدود ۶۳ سالگی بازنشسته شود. روندشتت فرمانده افتخاری هنگ ۱۸ پیاده‌نظام که در گذشته مدتی در راس آن بود، نام گرفت.

### جنگ جهانی دوم
ترفیع درجات:
- ۱۷ ژوئن ۱۸۹۳: ستوان دوم
- سپتامبر ۱۹۰۲: ستوان یکم
- ۱۹۰۹: سروان
- ۲۸ نوامبر ۱۹۱۴: سرگرد
- اکتبر ۱۹۲۰: سرهنگ دوم
- ۱ فوریه ۱۹۲۳: سرهنگ
- ۱ نوامبر ۱۹۲۷: سرتیپ
- ۱ مارس ۱۹۲۹: سرلشکر
- ۱ اکتبر ۱۹۳۲: سپهبد (ژنرال پیاده‌نظام)
- ۱ مارس ۱۹۳۸: ارتشبد
- ۱۹ ژوئیه ۱۹۴۰: فیلد مارشال

#### لهستان

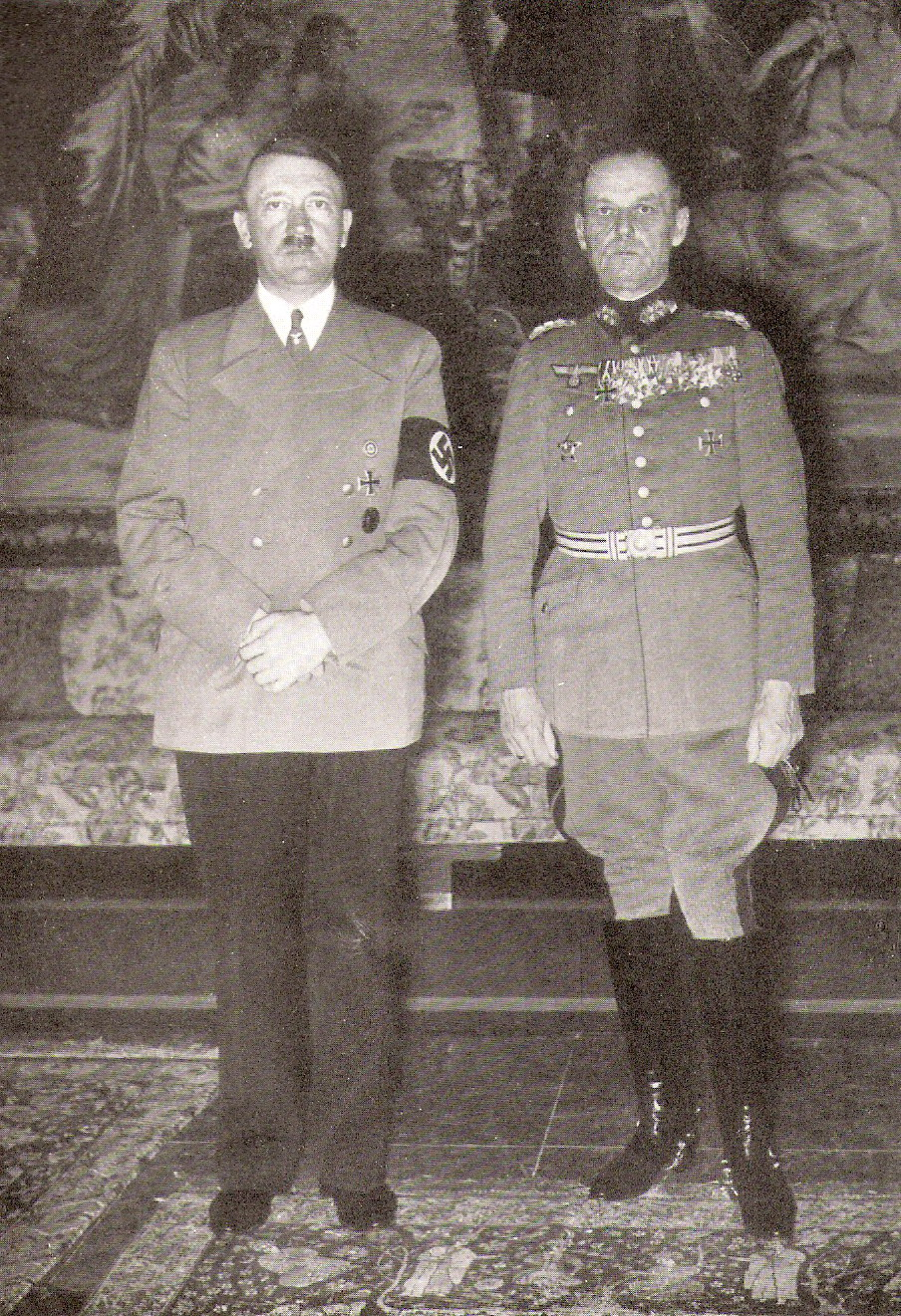
ارتشبد فون روندشتت در کنار آدولف هیتلر، ۴ نوامبر ۱۹۳۸

بازنشستگی روندشتت مدت زیادی به طول نینجامید و در ۱ ژوئن سال ۱۹۳۹ مجدداً به خدمت فراخوانده شد. با وجود این که با جنگ با بریتانیا مخالف بود، اعتقاد به از بین بردن لهستان و کریدور دانتسیش، موجب بازگشت او به ورماخت شد. ماه اوت پیش از تهاجم آلمان به لهستان، فرماندهی گروه ارتش آ متشکل از سه ارتش میدانی هشتم، دهم و چهاردهم با مجموع توان بیش از نیم میلیون نفر نیرو به روندشتت سپرده شد. با آغاز جنگ جهانی دوم از ماه سپتامبر سال ۱۹۳۹ نیروهای او تحت عنوان گروه ارتش جنوب، در یک «عملیات بی‌نقص» و کوتاه‌مدت موفقیت‌های تعیین‌کننده‌ای کسب کردند. سرلشکر اریش فون مانشتاین در این حین رئیس ستاد او بود. به جهت مشارکت در پیروزی در این کارزار، روز ۳۰ سپتامبر سال ۱۹۳۹ نشان عالی صلیب شوالیه صلیب آهنین به او اعطا گردید. روندشتت در جایگاه فرماندهی کل مناطق شرقی قرار گرفت. به هر صورت معترض به شیوه اداره نواحی تصرف‌شده و رفتار اس‌اس در آن بود و درخواست کرد جابه‌جا شود. از این رو برای فرماندهی گروه ارتش آ به غرب منتقل شد.

#### فرانسه
موفقیت‌های روندشتت در نبرد فرانسه در سال ۱۹۴۰ ادامه پیدا کرد. در ابتدا نیروهای او در گروه ارتش آ متشکل از ۲۷ لشکر از جمله یک لشکر زرهی، نقش تهاجم پشتیبانی به منظور حمایت از تهاجم اصلی توسط گروه ارتش ب تحت امر ارتشبد فدر فون بک را بر عهده داشتند اما در نهایت با تلاش‌ها و نظرات سرلشکر مانشتاین]]، رئیس ستاد گروه ارتش آ و پشتیبانی تام روندشتت، این نقش‌ها معکوس شد. (مورد زرد) با وجود نگرانی‌های اولیه روندشتت از تهدید ضد حمله نیروهای فرانسوی در جناح چپ در ناحیه وردون، بر این اساس نیروهای گروه ارتش آ متشکل از ۴۴ لشکر، از جمله ۷ لشکر زرهی بخشی تحت هدایت سپهبد هاینتس گودریان، از روز ۱۰ مه سال ۱۹۴۰ با گذر از جنگل‌های آردن، بدون مواجهه با هر گونه ضدحمله قابل توجهی از جانب دشمن، پیروزی مافوق تصوری کسب کردند. به هر صورت روندشتت به جهت تعللی که موجب گریز بریتانیایی‌ها از دانکرک شد مورد انتقاد قرار گرفته‌است. در مرحله دوم نبرد فرانسه گروه ارتش آ می‌بایست خطوط دفاعی ویگان بر رودهای سن و مارن را می‌شکست. نیروهای روندشتت تنها در رود سن با مقاومت شدید مواجه شدند؛ مابقی کارزار به آسانی پیش رفت و به تسلیم فرانسه منجر گشت. در پی این پیروزی، رونشتت به همراه چند تن دیگر از فرماندهان ارشد، روز ۱۹ ژوئیه سال ۱۹۴۰ توسط آدولف هیتلر به درجه فیلدمارشال نائل آمد.

### بریتانیا
در قالب طرح عملیاتی تهاجم به جزیره بریتانیا موسوم به عملیات زی‌لووه، روندشتت می‌بایست گروه ارتش آ متشکل از سه ارتش ششم، نهم و شانزدهم، را به عنوان نیروی عمل‌کننده فرماندهی می‌کرد. او نسبت به عملی بودن این تهاجم، مخصوصاً با توجه به ناتوانی کریگس‌مارینه در تأمین پوشش دریایی کافی، مردد بود و این مسئله را با هیتلر نیز در میان گذاشت. در مدت آماده‌سازی برای این عملیات، روندشتت از روز ۲۵ اکتبر سال ۱۹۴۰ به مدت تقریباً یک سال فرمانده کل مناطق غربی بود.

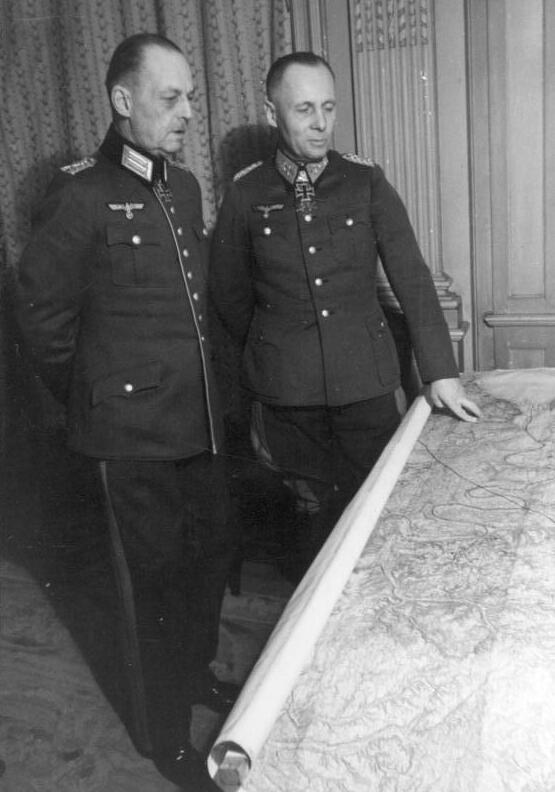
در کنار فیلدمارشال اروین رومل، قرارگاه سپاه ۸۱، ۳۰ مارس ۱۹۴۴

#### شوروی
روندشتت در جریان طرح‌ریزی برای تهاجم به شوروی، ماه مه سال ۱۹۴۱، ضمن ابراز تشکیک در قصد برنامه‌ریزان، با توجه به گستردگی اراضی، تحقق پیروزی تنها با یک عملیات تابستانه را غیرممکن دانست و خواهان آماده شدن برای یک جنگ طولانی‌مدت شد.
روندشتت در جریان عملیات بارباروسا، تهاجم آلمان به شوروی که از روز ۲۲ ژوئن سال ۱۹۴۱ آغاز شد، فرماندهی گروه ارتش جنوب متشکل از سه ارتش ششم، یازدهم و هفدهم به‌علاوه گروه زرهی ۱ ارتشبد ایوالت فون کلایست، را بر عهده داشت که با شمول نیروهای متحد محور حدود ۶۰ لشکر را دربرمی‌گرفت. او مسئول خط مقدم از مرداب‌های پریپیات در شمال تا کوه‌های کارپات در جنوب بود. نیروهای او با عمل در اوکراین، با بزرگ‌ترین تمرکز نیروهای شوروی مواجه بودند. با وجود تأخیر اولیه نسبت به دو گروه ارتش دیگر، قوای زرهی تحت امر روندشتت در نهایت روز ۵ ژوئیه خط دفاعی استالین را شکستند. او خواهان یک تهاجم سریع مستقیم با نیروهای زرهی به شهر کی‌یف بود اما به جهت ماهیت پر خطر این اقدام و فقدان پشتیبانی کافی پیاده‌نظام، فرماندهی عالی با آن مخالفت کرد. به هر صورت با یاری گروه زرهی ۲ گودریان، یگان‌های زرهی گروه ارتش محاصره بزرگی در ناحیه شرق کی‌یف ایجاد کردند که در نهایت با انهدام آن حدود ۶۶۵٬۰۰۰ نفر از قوای دشمن به اسارت درآمدند. در ادامه موظف به به تسخیر کریمه و خارکوف و پیشروی به سمت روستوف در کرانه رود دن شد. با وجود مشکلات سلامتی با تحمل یک حمله قلبی در اوایل ماه نوامبر، نیروهای روندشتت در ابتدا به روستوف دست یافتند. با این حال ضدحمله ارتش سرخ سرنیزه زرهی او را از این شهر بیرون راند. روندشتت خواهان عقب‌نشینی ۱۰۰ کیلومتری تا رود میوس بود که با مخالفت شدید فرماندهی عالی مواجه گشت. در نهایت روز ۱ دسامبر در پی اختلاف نظر با هیتلر در ارتباط با کارزار زمستانی و با نادیده گرفته شدن پیشنهادهای او، روندشتت از مقام خود کناره‌گیری کرد. روندشتت به طعنه هیتلر را «سرجوخه بوهمی» می‌خواند. جانشین او فیدمارشال والتر فون رایشناو در عمل وادار به عقب‌نشینی تا رود میوس شد.

#### جبهه غربی
این بازنشستگی هم چندان طول نکشید و روندشتت ماه مارس سال ۱۹۴۲ مجدداً به عنوان فرمانده کل غرب برگزیده شد. حوزه استحفاظیه او برای مدت نسبتاً طولانی دور از محل اصلی درگیری‌های جنگ بود. البته خود از چنین مسئولیتی منفعلانه‌ای ناراضی نبود. به هر حال روندشتت همراه با فیلدمارشال اروین رومل، دیوار آتلانتیک، رشته مواضع دفاعی ساحلی آلمان در مناطق تحت سلطه آن را پیش از حمله متفقین ارزیابی کرد. روندشتت معتقد بود که حمله متفقین از منطقه کاله خواهد بود و بیشتر نیروهای آلمانی را در آن منطقه متمرکز کرد. در پی پیاده‌شدن نیروهای متفقین در نرماندی در ماه ژوئیه سال ۱۹۴۴، روندشتت از فرماندهی عالی خواست مناطق جنوبی فرانسه پایین‌تر از رود لوآر را رها و نیروهای مستقر در آن را به شمال منتقل کند که البته رد شد. پس از شکست ضدحمله آلمان در ناحیه کان، فیلدمارشال ویلهلم کایتل، رئیس فرماندهی عالی ورماخت، روز ۱ ژوئیه در تماس تلفنی با روندشتت پرسید «چه باید بکنیم؟» که پاسخ گرفت «صلح کنید احمق‌ها!» هیتلر برآشفته روز بعد او را از مقام خود خلع کرد. به هر صورت همان روز ۱ ژوئیه سال ۱۹۴۴ برگ‌های بلوط نشان صلیب شوالیه به روندشتت اعطا گردید. فیلدمارشال گونتر فون کلوگه جایگزین او شد. روندشتت از توطئه نظامیان مخالف هیتلر آگاهی داشت اما هیچ همکاری با آن‌ها نکرد. او حتی در پی کودتای ۲۰ ژوئیه از عوامل «دادگاه شرافت» برای اخراج عناصر دخیل از نیروهای مسلح بود. پس از خودکشی کلوگه روندشتت روز ۴ سپتامبر سال ۱۹۴۴، دوباره به فرماندهی کل نیروهای آلمانی در غرب رسید. این بار، با دخالت هر چه بیشتر هیتلر، تأثیر او بر تصمیم‌گیری‌ها از جمله در تهاجم آردن در ماه دسامبر، حداقلی بود. روندشتت برای آخرین بار روز ۱۰ مارس سال ۱۹۴۵ کنار گذاشته شد و با فیلدمارشال آلبرت کسلرینگ جایگزین گردید.

## پس از جنگ
در پی پایان چنگ، روندشتت ماه مه سال ۱۹۴۵ به اسارت نیروهای آمریکایی درآمد. آن‌ها او را به بریتانیایی‌ها تحویل دادند. متهم به جنایت جنگی بود اما به دلیل بیماری، محاکمه نشد. در دوران اسارت حملات قلبی دیگری بر او عارض گشت. او را سال ۱۹۴۸ آزاد کردند. فیلدمارشال گرت فون روندشتت در نهایت ماه فوریه سال ۱۹۵۳ در هانوفر درگذشت.